# Voltziales

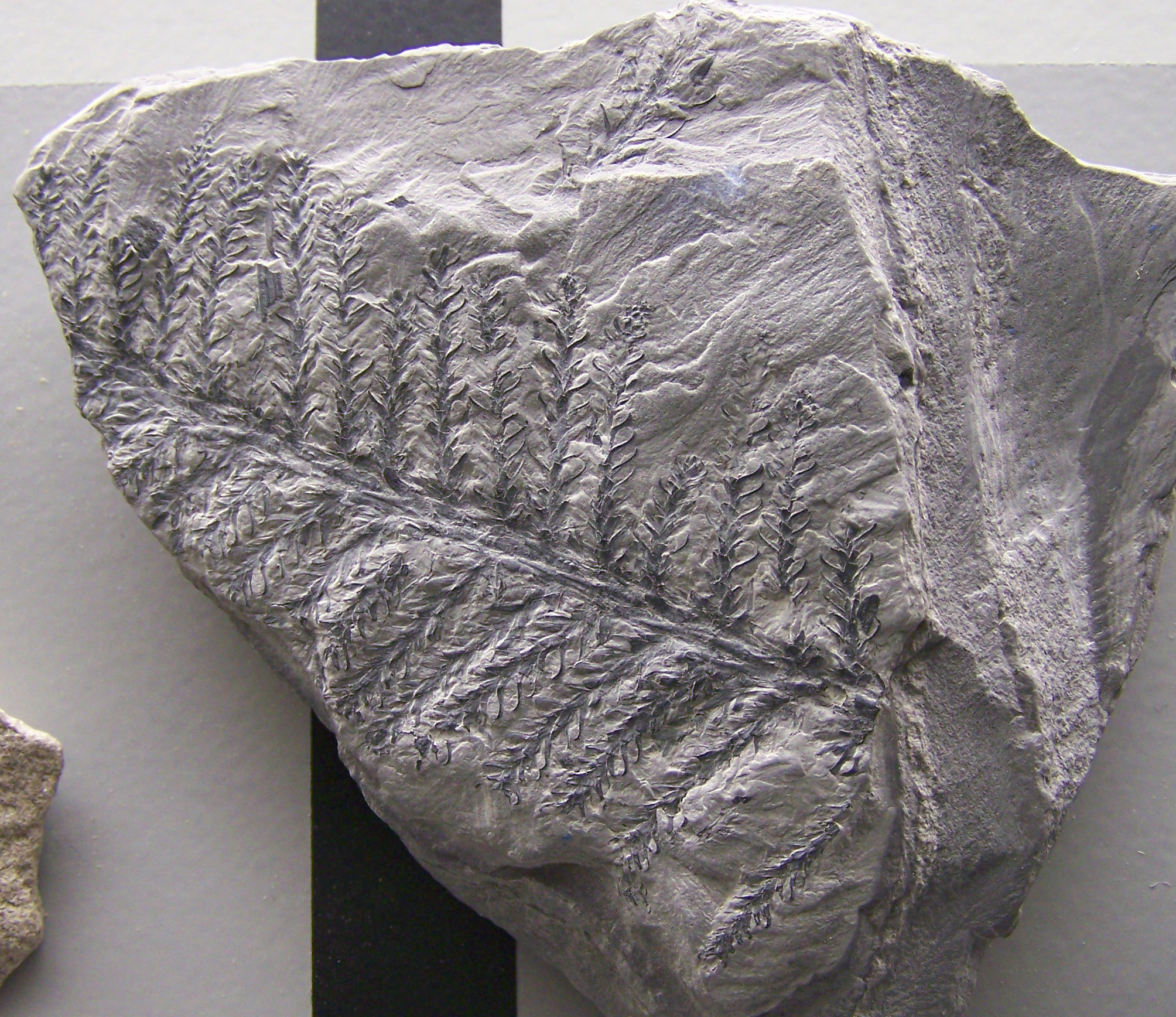
Walchia piniformis

Voltziales es un orden extinto de árboles relacionados con las coníferas modernas por sus múltiples ramificaciones. Pertenecen al período triásico. En el registro fósil el género más común del orden es Walchia, conocido originalmente por la forma de la hoja, parecida a la de los cipreses actuales. 

## Familias
El orden constaba de estas familias:
- Utrechtiaceae
- Thucydiaceae
- Emporiaceae
- Majonicaceae
- Ullmanniaceae
- Bartheliaceae
- Ferugliocladaceae
- Buriadiaceae